# Rembrandt Brown
Rembrandt Brown es un personaje de ficción de la serie de televisión de ciencia ficción Sliders interpretado por Cleavant Derricks. Es el único de los personajes que estuvo presente en las cinco temporadas, y el único deslizador original que sobrevivió hasta el último capítulo. 

## Biografía ficticia
Rembrandt fue un famoso cantante dentro de un grupo musical de R&B, Soul y Gospel apodado "El Hombre Llorón" porque derramaba lágrimas reales al cantar. Mientras se dirigía a cantar el Himno Nacional de los Estados Unidos en un juego de béisbol en San Francisco, que catapultaría su regreso artístico su vehículo fue accidentalmente tragado por el vórtice interdimensional producido por el viaje experimental de Quinn Mallory, Wade Wells y Maximillian Arturo a un universo paralelo, perdiéndose junto a ellos. Aunque en principio sentía resentimiento por Quinn por esto, eventualmente se volvieron amigos. 
Rembrandt es cristiano (en diversos episodios aparece visitando iglesias cristianas, así como hace referencias a Dios muy frecuentes). No obstante en el episodio "Prince of Wails" cuando ayudan a redactar la Constitución de Estados Unidos en mundo donde no ocurrió la independencia de América aboga porque no debe discriminarse a nadie por raza, religión o preferencia musical. 
El entambla una sólida amistad con Quinn y con el profesor, con este último hacían un gran equipo solucionando muchos problemas, con Quinn, él era todo un consejero y apoyo en sus decisiones, tenía un carácter alegre y espontáneo el cual cambia al ser testigo de la muerte del profesor Arturo en Exodus Part Two y su impotencia de no haberlo salvado así como el posterior raptó de Wade Wells. Junto a ella fue tomado prisionero por los Krommagg al final de la tercera temporada y el lavado cerebral y las torturas que sufrió lo cambiaron volviéndolo mucho más oscuro y rencoroso que el alegre Rembrandt que solía ser. Esto es debido a la impotencia de no haber salvado a sus compañeros y en especial del rapto de Wade de lo cual se culpa en muchas ocasiones durante la cuarta y quinta temporada.
En la quinta temporada vio como Quinn y Colin son fusionados con su hermano de otra dimensión. Su personaje (el único sobreviviente original) es el protagonista de la quinta temporada. Rembrandt posteriormente descubre que todo fue obra del doctor Oberon Geiger y su experiemento de fusionar gente de otras dimensiones, así como descubre que Colin se encuentra en un estado de deslizamiento perpetuo, con la ayuda de Diana y Maggie él decide enfocar su viaje para intentar separar a Quinn de Mallory.
En el episodio final Rembrandt es infectado con un virus mortal para los Krommagg, viaja a la Tierra Prime (la Tierra natal) para erradicar a los Krommagg, al no poder deslizarse acompañado Rembrandt se despide emotivamente de Mallory, Diana y de Maggie, luego de esto Rembrandt se desliza solo, no se sabe aún que sucedió después.